# Helictonema velutinum
Helictonema velutinum là một loài thực vật có hoa trong họ Dây gối. Loài này được (Afzel.) R.Wilczek mô tả khoa học đầu tiên năm 1960.